# Okoye (comics)
Okoye est un personnage de fiction, membre de la Dora Milaje (en) dans Marvel Comics. Le personnage, créé par Christopher Priest et Mark Texeira, apparaît pour la première fois dans Black Panther #1 (novembre 1998) dans les bandes dessinées. 
Danai Gurira l'interprète dans les films de l'univers cinématographique Marvel : Black Panther (2018), Avengers: Infinity War (2018), Avengers: Endgame et Black Panther: Wakanda Forever (2022).

## Historique des publications
Okoye apparaît pour la première fois dans Black Panther #1 (novembre 1998) et figurera régulièrement dans la série jusqu'au numéro #62 (2003). Elle fait son retour dans Black Panther #171 (2018). 

## Biographie du personnage
Elle a rejoint son amie Nakia afin de faire partie du groupe des futures femmes de T'Challa. Elle comprend rapidement que T'Challa n'a aucune envie de l'épouser, mais décide néanmoins de rester à ses côtés. Elle était présente quand T'Challa a recruté Queen Divine Justice. Elle était également là lorsqu'ils ont testé Kasper Cole pour déterminer s'il était digne de porter la tenue de Black Panther. Okoye lui a également fait passer un test pour juger s'il devait rester avec sa petite amie enceinte, ou la quitter pour rester avec elle.
Okoye réapparaîtra plus tard en tant que directeur des Agents de Wakanda.

## Compétences et aptitudes
Okoye fait partie des membres clés de la Dora Milaje, elle est donc très habile dans plusieurs styles de combat. Elle utilise toute une batterie d'armes et d'outils wakandiens de manière exceptionnelle, principalement les lances. Elle est de plus une formidable stratège militaire et tacticienne. 

## Dans d'autres médias

### Télévision
- Okoye a un caméo sans voix dans The Avengers: Earth's Mightiest Heroes. Elle est membre de la Dora Milaje de T'Challa.
- Okoye apparaît dans Lego Marvel Super Heroes - Black Panther: Trouble in Wakanda, doublée par Yvette Nicole Brown[5].

### Films
Dans l'univers cinématographique Marvel
Danai Gurira joue Okoye dans l'univers cinématographique Marvel. 
- Okoye exerce la fonction de générale de la Dora Milaje dans le film Black Panther. Elle a énormément de respect pour T'Challa (Chadwick Boseman) et pour le pays du Wakanda, et est l'épouse de W'Kabi (Daniel Kaluuya). Elle se tient au côté de T'Challa pendant la plus grande partie du film, mais sera forcée de changer de camp et de prêter allégeance à Erik Killmonger (Michael B. Jordan) lorsqu'il usurpe le trône. Quand elle se rend compte que T'Challa est encore en vie et donc toujours officiellement roi car le défi reste inachevé, elle mène les Dora au combat contre Killmonger lorsqu'il refuse de reprendre le duel. Pendant le combat entre M'Baku et W'Kabi (Winston Duke), Okoye finira par convaincre ce dernier de se rendre, convainquant ceux qui se battaient à ses côtés à l'imiter.
- Okoye revient dans Avengers: Infinity War[7]. Elle combat les forces de Thanos aux côtés des Avengers au Wakanda. Elle survit lorsque Thanos élimine la moitié de la vie dans l'univers, mais regarde T'Challa se désintégrer avec horreur.
- Okoye revient dans Avengers: Endgame[8]. Dans les cinq années qui suivent la victoire de Thanos, elle rejoint les Avengers et utilise les ressources du Wakanda afin de veiller sur l'Afrique et ses alentours. Une fois que Hulk fait revenir tous ceux qui avaient été tués par Thanos, Okoye se bat aux côtés de T'Challa et de Shuri contre les forces de Thanos. Elle sera présente aux funérailles de Tony Stark, puis se remettra au service de T'Challa.
- Okoye revient dans la série What If...? (série télévisée d'animation).
- Dans Black Panther: Wakanda Forever, après la mort de T'Challa, Okoye reste à la tête des Dora Milaje et fait tout pour protéger Shuri, dernière héritière, qu'elle suit quand elle se lance à la recherche de Riri Williams, la jeune ingénieure qui a mis au point un détecteur de vibranium. Quand la princesse se fait enlever par Attuma, la reine Ramonda la déchoit de son rang de générale. Elle participe plus tard à la bataille entre le Wakanda et le peuple de Talocan, équipée de l'armure Midnight Angel.

### Jeux vidéo
- Okoye est présente dans Lego Marvel Super Heroes 2[9] ainsi que dans le DLC "Black Panther".
- Okoye apparaît dans l'Avengers Academy doublée par Bindy Cody.
- Okoye est un personnage jouable dans Marvel Puzzle Quest et Marvel Strike Force.